# Rendville
Rendville és una població dels Estats Units a l'estat d'Ohio. Segons el cens del 2000 tenia 46 habitants.

## Demografia
Segons el cens del 2000, Rendville tenia 46 habitants, 19 habitatges, i 12 famílies. La densitat de població era de 57,3 habitants per km².
Dels 19 habitatges en un 31,6% hi vivien nens de menys de 18 anys, en un 52,6% hi vivien parelles casades, en un 15,8% dones solteres, i en un 31,6% no eren unitats familiars. En el 31,6% dels habitatges hi vivien persones soles el 15,8% de les quals corresponia a persones de 65 anys o més que vivien soles. El nombre mitjà de persones vivint en cada habitatge era de 2,42 i el nombre mitjà de persones que vivien en cada família era de 3,08.
Per edats la població es repartia de la següent manera: un 26,1% tenia menys de 18 anys, un 10,9% entre 18 i 24, un 28,3% entre 25 i 44, un 17,4% de 45 a 60 i un 17,4% 65 anys o més.
L'edat mediana era de 36 anys. Per cada 100 dones de 18 o més anys hi havia 112,5 homes.
La renda mediana per habitatge era de 38.750 $ i la renda mediana per família de 39.583 $. Els homes tenien una renda mediana de 28.125 $ mentre que les dones 26.250 $. La renda per capita de la població era de 17.002 $. Aproximadament el 15,8% de les famílies i el 13,2% de la població estaven per davall del llindar de pobresa.

## Poblacions més properes
El següent diagrama mostra les poblacions més properes.